# Jacques Ochs
Jacques Martin Ochs (* 18. Februar 1883 in Nizza, Frankreich; † 3. April 1971 in Lüttich) war ein belgischer Zeichner, Karikaturist und Olympiasieger im Degenfechten.

## Leben
Jacques Ochs, von jüdischer Herkunft, wurde 1883 in Nizza geboren. Seine Familie wanderte 1893 nach dem belgischen Lüttich aus, wo Ochs ein Studium an der örtlichen Kunstakademie 1903 abschloss und bis 1905 an der Académie Julian in Paris weiter studierte. 
1912 wurde er belgischer Fechtmeister und errang im selben Jahr an den Olympischen Spielen Stockholm im Team der Degenfechter gemeinsam mit Gaston Salmon eine Goldmedaille. Im Ersten Weltkrieg war er zusammen mit Victor Boin Jagdflieger. 1920 erhielt er eine Lehrstelle für Malerei an der Königlichen Kunstakademie Lüttich und wurde 1934 Direktor des städtischen Kunstmuseums.
Ochs war auch als Karikaturist tätig und veröffentlichte im April 1938 in der satirischen Zeitschrift Pourquoi Pas ? („Warum nicht?“) eine Karikatur von Hitler mit einem Hakenkreuz auf dem Kopf und einem Zepter in Form eines kopflosen Juden. Er wurde daraufhin nach einer Denunziation von der Gestapo in der Kunstakademie festgenommen und im Dezember 1940 in das Gefängnis in Fort Breendonk verbracht, wo er auf Befehl des Kommandanten Philipp Schmitt Zeichnungen von Insassen anfertigte. Mit Hilfe eines flämischen SS-Mannes konnte er im Februar 1942 aus Breendonk fliehen.
1944 wurde er wiederum verhaftet und im SS-Sammellager Mechelen interniert, wo er ebenfalls Zeichnungen anfertigte. Er wurde zum Tode verurteilt, überlebte jedoch den Zweiten Weltkrieg. Nach Kriegsende unterrichtete er wiederum an der Kunstakademie und wurde 1948 Mitglied der belgischen Akademie der Wissenschaften. 1947 veröffentlichte er einen Teil seiner gezeichneten Szenen aus dem Lagerleben unter dem Titel Breendonck – Bagnards et Bourreaux („Breendonck - Zwangsarbeiter und Henker“).
Er starb 1971 in Lüttich. Einige seiner Zeichnungen aus Mechelen wurden von Irene Awret, die dort mit ihm inhaftiert war, der Kunstsammlung im Haus der Ghettokämpfer im Kibbuz Lochamej haGeta’ot zur Verfügung gestellt.